# Equivalentieprincipe

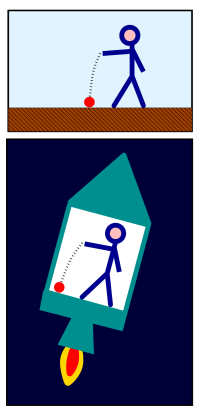
Er is geen verschil meetbaar tussen het vallen door gravitatiekracht of tgv. traagheid

In de natuurkunde wordt met het equivalentieprincipe het idee van Albert Einstein bedoeld dat de traagheidsmassa uit de tweede wet van Newton equivalent is aan de gravitatiemassa uit de gravitatiewet van Newton. Hij stelde dat er voor een waarnemer geen manier bestaat om een verschil te meten tussen een gravitatiekracht in een stilstaand stelsel en een traagheidskracht in een versnellend stelsel, en dat dit onderscheid dus niet terecht is. Het meer algemene principe dat natuurwetten voor verschillende waarnemers in verschillende stelsels identiek moeten zijn wordt meestal het relativiteitsprincipe genoemd.

## Geschiedenis
De oorsprong van het relativiteitsprincipe is Galileo Galilei, die in het begin van de 17de eeuw aantoonde dat alle voorwerpen naar het centrum van de Aarde vallen met dezelfde versnelling. Christiaan Huygens gebruikte ook een dergelijk principe bij het ontwikkelen van zijn botsingswetten: het eenvoudige geval van een botsing tussen twee kogels met gelijke snelheid werd veralgemeniseerd door de botsing plaats te laten vinden aan boord van een varende trekschuit.

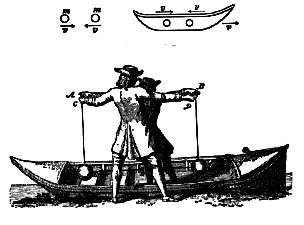
Twee referentiekaders bij Huygens: 1 waarnemer staat op de wal en de ander in een boot.

In de zwaartekrachttheorie van Isaac Newton is een lastig punt dat trage massa (de tegenwerking van een voorwerp tegen elke versnelling) en de zware massa (de eigenschap om door andere zware voorwerpen aangetrokken te worden) – twee toch wezenlijk verschillende eigenschappen - zonder uitleg aan elkaar gelijkgesteld worden. Het eigenlijke equivalentieprincipe werd geïntroduceerd door Albert Einstein in 1907. Hij merkte toen op dat de waarneming dat voorwerpen naar het centrum van de Aarde vallen met een versnelling van 1g (g = 9,81 m/s2 in Nederland) gelijkwaardig is aan de waarneming van iemand die zich in een raket bevindt – ver van de aarde en andere zware hemellichamen – die versnelt met 1g. Einstein legde dit zo uit: 
“Op grond van onze huidige ervaringen hebben we geen reden om te veronderstellen dat de natuurkundige wetten in stelsel Σ1 op enigerlei wijze anders zouden zijn van die in stelsel Σ2, en dus moeten we aannemen dat een gravitatieveld fysisch volledig gelijkwaardig is met een referentiestelsel dat versneld beweegt.”

(Einstein, 1907)
Uit dit principe leidde Einstein af dat de vrije val eigenlijk een gevolg is van traagheid. Dit is in strijd met de mechanica van Newton, waarin gravitatie een kracht, een oorzaak is. Deze kracht trekt voorwerpen naar het centrum van een zwaar lichaam. Op het aardoppervlak wordt de kracht van de gravitatie tegengewerkt door de mechanische weerstand, de normaalkracht, van dat aardoppervlak. Dus in de Newtoniaanse fysica bevindt een persoon die stil staat op de oppervlakte van een (niet-roterend) zwaar voorwerp zich in een inertiaalstelsel. Terwijl dit model heel goed werkt voor de meeste berekeningen, was het altijd een raadsel waarom de trage massa in de tweede wet van Newton, de m in  {\displaystyle F=m.a} (simpele vorm voor constante massa), precies gelijk was aan de zware massa in de gravitatiewet van Newton. Met het equivalentieprincipe, wordt deze geheimzinnigheid opgelost door te stellen dat die “zwaarheid” een gevolg is van een niet aflatende versnelling en dus “gewone traagheid” is. 

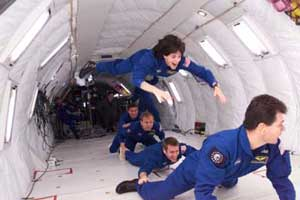
Gewichtloosheid aan boord van de Vomit Comet van NASA laat zien dat je (het effect van) gravitatiekracht kunt opheffen door een versnelling te ondergaan.

Een gevolg van het  equivalentieprincipe is dat als een waarnemer ontdekt dat alle voorwerpen in zijn omgeving een (geheimzinnige) kracht ondervinden - evenredig met de trage massa van die voorwerpen – de conclusie moet zijn dat die waarnemer zich in een versneld referentiekader bevindt.  Het equivalentieprincipe werd precies geformuleerd door Einstein in 1911, verwijzend naar twee referentiekaders K en K'. Het kader K bevindt zich in een homogeen gravitatieveld, terwijl er in K' geen gravitatie is, maar dát kader versnelt zodanig dat de voorwerpen in de twee kaders identieke krachten ondervinden:
“Deze veronderstelling van exacte fysische gelijkwaardigheid maakt het voor ons onmogelijk om van een absolute versnelling van het referentiesysteem te spreken, net zoals het traditionele relativiteitsprincipe het onmogelijk maakt om van een absolute snelheid van een systeem te spreken. Het maakt het gelijk vallen van voorwerpen in een zwaartekrachtsveld nogal evident.” (Einstein, 1911)
Einstein maakte dit principe tot een algemeen beginsel bij het construeren van zijn relativiteitstheorie:
Zolang wij ons beperken tot zuiver mechanische processen in het rijk waar de wetten van Newton gelden, zijn wij zeker van de gelijkwaardigheid van de systemen K en K'. Maar deze mening zal geen diepere betekenis hebben tenzij de systemen K en K' gelijkwaardig zijn met betrekking tot alle natuurkundige processen, dat wil zeggen dat de wetten die gelden in K in volledige overeenkomst zijn met die welke gelden in K' . Als we veronderstellen dat dit werkelijk zo is, komen wij bij een principe uit dat, als het werkelijk waar is, groot heuristisch belang heeft. Door processen te bestuderen die plaatsvinden in een eenparige versnelling verkrijgen we informatie over processen die plaatsvinden in een homogeen zwaartekrachtsveld. (Einstein, 1911)
Hij gebruikte dit principe, samen met speciale relativiteit, om te voorspellen dat klokken sneller en langzamer lopen bij verschillende gravitatiekrachten en dat lichtstralen afbuigen onder invloed van gravitatie, zelfs nog voordat hij het concept van de gekromde plaats-tijd ruimte ontwikkelde.
Dus ging het originele equivalentieprincipe van Einstein over de natuurkundige gelijkheid van vrije val en beweging onder invloed van traagheid.
Hoewel het equivalentieprincipe hielp om de ontwikkeling van algemene relativiteit te sturen is het geen fundamenteel principe maar eerder het simpele gevolg van de geometrische aard van de theorie. In de algemene relativiteitstheorie volgen voorwerpen in vrije val geodesie-lijnen van plaats en tijd, en wat wij waarnemen als zwaarte is het gevolg van de mechanische weerstand van het onderliggende vlak dat voorkomt dat wij vrij vallen.
De interesse in het equivalentieprincipe kwam in 1937 in een stroomversnelling toen Paul Dirac zijn hypothese van de grote getallen  formuleerde: dimensieloze getallen zouden in de natuurkunde niet als fundamentele constanten moeten voorkomen: er zou slechts één fundamentele energieschaal in fysica moeten zijn. Hij ondersteunde dit idee door op een toeval te wijzen: de verhouding (dimensieloos) tussen de elektrische en de gravitatiekrachten in een waterstofatoom is ongeveer even groot als de leeftijd van het heelal, vergeleken met de tijd die het licht erover doet om het waterstofatoom te doorkruisen. Beide verhoudingen zijn ongeveer 1040. Om dit verrassende toeval te verklaren, postuleerde Dirac dat de gravitatieconstante zou variëren omgekeerd evenredig met de leeftijd van het heelal, en dat dus de relatieve zwakte van de gravitatie toe te schrijven was aan de leeftijd van het heelal. 
Hoewel dit fout bleek te zijn bracht hij mensen op het idee dat de natuurwetten op verschillende punten in ruimte en tijd verschillend kunnen zijn, en dat de waarden van natuurconstanten dus ook dynamisch gedacht kunnen worden. Deze ideeën, samen met het principe van Mach - grofweg het idee dat de traagheid van een massa wordt veroorzaakt door de andere massa's in het heelal - brachten fysici ertoe om scalar-tensortheorieën te ontwikkelen, met name de Brans-Dicke theorie, waarin de gravitatieconstante geen constante is.

## Het moderne gebruik
Een aantal verschillende vormen van het equivalentieprincipe wordt tegenwoordig onderscheiden.

### Het zwakke equivalentieprincipe
Het zwakke equivalentieprincipe staat ook bekend als “de universaliteit van de vrije val” :
De baan van een vallend lichaam hangt slechts af van zijn aanvankelijke positie en snelheid en is onafhankelijk van zijn samenstelling.
of
Alle voorwerpen op eenzelfde plaats-tijdpunt zullen in een bepaald gravitatieveld dezelfde versnelling ondergaan.
Het principe is niet van toepassing op grote voorwerpen, die getijdekrachten zouden kunnen ervaren, of zware voorwerpen, die door hun aanwezigheid het omringende gravitatieveld wezenlijk veranderen. Deze vorm van het equivalentieprincipe ligt het dichtst bij de oorspronkelijke verklaring van Einstein.
Er was een behoefte om de algemene relativiteitstheorie van Einstein te vergelijken met andere mogelijke zwaartekrachttheorieën die in overeenstemming bleven met de speciale relativiteit. De Amerikaan Robert Dicke wilde zo de algemene relativiteitstheorie toetsen. Twee nieuwe principes werden voorgesteld, het zogenaamde “Einstein-equivalentieprincipe” en het “sterke equivalentieprincipe”, die beide het “zwakke equivalentieprincipe" als uitgangspunt nemen. Zij verschillen slechts in de mate waarin zij op bepaalde gravitatie-experimenten van toepassing zijn. Het Einstein-equivalentieprincipe zegt dat het resultaat van een lokaal niet gravitatie-experiment in een inertiaalstelsel niet afhankelijk is van de snelheid of de plaats in het heelal van het experiment. Dit is een soort copernicaanse uitbreiding van de originele formulering van Einstein, die vereist dat de referentiekaders waar dan ook in het heelal zich identiek gedragen. Het is een uitbreiding van de postulaten van speciale relativiteit in zoverre dat het vereist dat de natuurkundige waarden zonder dimensie zoals de fijnstructuurconstante en de elektron/proton massaverhouding constant zijn. Vele fysici denken dat om het even welke Lorentz-invariante theorie die voldoet aan het “zwakke equivalentieprincipe” ook voldoet aan het Einstein-equivalentieprincipe.

### Het sterke equivalentieprincipe
Het “sterke equivalentieprincipe” stelt dat de resultaten van welk lokaal experiment dan ook, gravitatie of niet, in een inertiaalstelsel wanneer en waar ook in het heelal dezelfde uitkomst moet hebben. Dit is de enige vorm van het equivalentieprincipe dat op zelf-graviterende voorwerpen van toepassing is (zoals sterren), die een interne gravitatieinteractie hebben. Het vereist dat de gravitatieconstante overal in het heelal hetzelfde is en dat de zwaartekracht onverenigbaar is met een vijfde kracht. Het is veel beperkender dan het Einstein-equivalentieprincipe. De algemene relativiteitstheorie  is de enige zwaartekrachtstheorie die compatibel is met deze vorm van het equivalentieprincipe.